# Gomila, Destrnik
Gomila este o localitate din comuna Destrnik, Slovenia, cu o populație de 72 de locuitori.